# アレクサンダー・フォン・ブーベンハイム
アレクサンダー・フォン・ブーベンハイム（Alexander von Bubenheim、1962年3月31日 - ）はドイツの作曲家。

## 作品
- HELL ヘル
- es［エス］